# U Should've Known Better
U Should've Known Better è un brano musicale R&B della cantante statunitense Monica, scritto dalla stessa con Harold Lilly e Jermaine Dupri e prodotto da Dupri con l'aiuto di Bryan Michael Cox. Il brano è stato inciso nel 2002 per l'allora ipotetico terzo album della cantante, All Eyez On Me, poi mai uscito, per poi essere reinserito nell'album definitivo After the Storm del 2003. Il pezzo è stato pubblicato nella primavera del 2004 come quarto e ultimo singolo tratto dal disco, ed ha avuto un buon successo, essendo riuscito ad entrare nella top20 della Billboard Hot 100 e nella top10 della Hot R&B/Hip-Hop Songs.

## Composizione e testo
Il singolo segna il ritorno di Monica allo stile che l'ha resa famosa, quello delle ballad, dopo una serie di singoli con un groove molto diverso (l'ultima ballata di successo dell'artista era stata Angel of Mine nel 1999). Il brano è stato prodotto da Jermaine Dupri, con il quale Monica aveva già lavorato in passato, soprattutto per il suo secondo album, con l'aiuto di Bryan Michael Cox. Il sound del brano è quello di una ballata R&B con elementi rock, grazie alla presenza di una chitarra che domina in una pausa strumentale prima del ritornello finale. Il testo è stato scritto da Monica e rappresenta una dichiarazione d'amore al proprio partner, che cerca di rassicurarlo e di fugare suoi eventuali dubbi sulla relazione.  Nella prima strofa la cantante dice di non aver mai avuto bisogno di pellicce, gioielli, vacanze in Messico o momenti di shopping sfrenato a Melrose Avenue, perché le cose materiali non hanno mai significato nulla per lei. Nell'introduzione al coro Monica assicura di non aver mai mentito né tradito, e chiede al compagno di smetterla di chiederle perché non l'abbia mai lasciato e perché è ancora con lui.
Il ritornello si rivolge al partner, dicendogli che avrebbe dovuto conoscere meglio i sentimenti della cantante invece che dubitare di lei e pensare a una possibile rottura. Nella seconda strofa la cantante si chiede cosa abbia spinto il ragazzo a pensare che lei lo avrebbe dimenticato, e gli ricorda che ogni lunedì e ogni sabato è sempre stata pronta a rispondergli al telefono; riguardo al fatto che gli amici e la famiglia di lei le dicano di lasciarlo, Monica dice che non capiscono e che farebbero meglio a lasciare loro due in pace.
La canzone è stata incisa nel 2002 negli studi di Dupri, i SouthSide Studios, ad Atlanta; concepita originariamente per l'album All Eyez On Me, poi mai uscito, è stata reinserita nel 2003 nel terzo definitivo album After The Storm insieme ad altre quattro canzoni. Nella scaletta di All Eyez On Me era prevista anche la presenza di una seconda versione del brano chiamata U Should've Known Better Part II, del tutto simile all'originale tranne che per la presenza di un ponte cantato al posto dell'assolo di chitarra prima del ritornello finale.

## Video
Il videoclip del singolo, diretto da Benny Boom e prodotto da Joyce Washington per FM Rocks, è stato girato nell'aprile del 2004 in varie location del Messico. Il video segue il testo della canzone e presenta una storia riguardante i fraintendimenti che ci sono in una storia d'amore. Nel video Monica vive una relazione con un giovane, interpretato da Young Buck, che si trova in una piccola prigione di un villaggio messicano. Mentre la ragazza pensa costantemente al suo fidanzato rivedendo filmati del tempo trascorso assieme, un amico del ragazzo la becca con un suo amico per strada, e malignamente telefona all'amico in prigione per raccontarle che ha visto la sua ragazza con un altro. Tramite un trasferimento di chiamata mette in contatto l'amico con la sua ragazza, e questo inizia ad imprecarle contro, mentre lei si chiede disturbata quale sia il motivo di questo comportamento. A questo punto, ispirata dalla situazione, Monica inizia a scrivere su un quaderno il testo della canzone; successivamente si trova in vestaglia rosa di fronte allo specchio, e facendola cadere apre la scena seguente, che la vede guidare una decappottabile attraverso il deserto per oltrepassare la frontiera e andare in Messico. Una volta arrivata nel villaggio dove si trova imprigionato il ragazzo, raggiunge la prigione e paga per liberarlo. Uno di fronte all'altra, dopo una prima resistenza, i due si abbracciano calorosamente.
Il look di Monica in questo video è molto curato e sofisticato, ed è molto diverso rispetto a quello dei video precedenti. I capelli della cantante sono qui di una sfumatura tra il biondo e il ramato, e sono lisci. In una scena che accompagna il video dall'inizio alla fine, la cantante si trova su un balconcino in perfetto stile messicano, con capelli legati, tacchi alti e un abito di vari colori, leggero e molto corto, con maniche larghe e scollatura a "V". Nella scena in cui scrive la canzone si trova nel salone della sua abitazione, dove veste una canottiera rosa a strisce e ha le trecce. Nella sequenza ambientata in Messico l'artista sfoggia capelli sciolti e una frangetta lunga non presente nelle acconciature delle scene precedenti. Qui la cantante indossa pantaloni bianchi, sandali con tacchi alti e un corpetto intrecciato che finisce in una gonna.
Il video è stato presentato in anteprima mondiale su BET, ed è entrato nelle classifiche di vari programmi, tra cui MTV TRL e 106 & Park di BET.

## Ricezione
Dopo l'insuccesso di Knock Knock nelle classifiche, la casa discografica J Records si dimostrava riluttante all'idea di pubblicare un altro singolo. Tuttavia la cantante decise inizialmente di pubblicare come ultimo singolo Don't Gotta Go Home, duetto con DMX, ma poi il video non è stato girato e l'idea è stata abbandonata.
Così la scelta è caduta su U Should've Known Better come quarto e ultimo singolo tratto da After the Storm. Uscito un anno dopo la pubblicazione dell'album, il singolo è entrato nella classifica R&B/Hip-hop di Billboard al numero 72 come Hot Shot Debut, la settimana del 3 aprile 2004. Due mesi dopo, ovvero il 6 giugno, il singolo è entrato anche nella Hot 100, al numero 67, come secondo debutto più alto della settimana. Durante la settimana del 31 luglio il singolo ha raggiunto la sua posizione più alta, la numero 19, diventando il nono singolo della cantante ad entrare nella top20 statunitense e il secondo singolo di successo dopo So Gone, passando 20 settimane in classifica. Nella Hot R&B/Hip-Hop Songs il brano è arrivato alla posizione numero 6, diventando il nono singolo della cantante ad entrare nella top10 di questa classifica. Il successo del singolo è riconducibile soprattutto al passaggio in radio, considerate le posizioni alte raggiunte nelle classifiche dedicate esclusivamente al passaggio radiofonico e tenendo conto del fatto che il brano non è mai stato pubblicato nel formato di cd singolo o maxi singolo.
Nella classifica di fine anno il singolo ha raggiunto la posizione 72 nella Hot 100, e la 29 nella Hot R&B/Hip-Hop Songs.

## Classifiche
| Classifica (2004)                      | Posizione |
| -------------------------------------- | --------- |
| U.S. Billboard Hot 100                 | 19        |
| U.S. Billboard Hot 100 Airplay         | 18        |
| U.S. Billboard Hot R&B/Hip-Hop Songs   | 6         |
| U.S. Billboard Hot R&B/Hip-Hop Airplay | 6         |
| U.S. Billboard Rhythmic Top 40         | 20        |

## Tracce
- Promo

1. "U Should've Known Better" (radio edit) - 4:17
2. "U Should've Known Better" (radio edit without guitar) - 4:17
3. "U Should've Known Better" (instrumental) - 4:45
4. "U Should've Known Better" (call out hook) - 0:10

- Vinile

1. "U Should've Known Better" (extended version) - 4:34
2. "U Should've Known Better" (DIO club mix) - 7:11
3. "U Should've Known Better" (DIO radio mix) - 3:58
4. "U Should've Known Better" (Bass/Fonseca mixshow) - 5:39
5. "U Should've Known Better" (Gomi & Escape remix) - 3:41